# Argina ocellina
Argina ocellina är en fjärilsart som beskrevs av Walker 1854. Argina ocellina ingår i släktet Argina och familjen björnspinnare. Inga underarter finns listade i Catalogue of Life.